# 侯立安
侯立安（1957年8月—），江苏徐州人，中国环境工程专家。1982年毕业于西安建筑科技大学，1994年取得清华大学硕士，2006年取得解放军防化研究院博士学位。现任第二炮兵后勤科学技术研究所所长、教授、博导；2009年当选中国工程院院士。

## 头衔
- 中央联系专家
- 教育部高等学校环境科学与工程类专业教学指导委员会副主任委员
- 中国未来研究会副理事长